# Упендранатх Даш
Упендранатх Даш (1848—1895, Калькутта) — бенгальський поет, драматург, індійський театральний діяч.

## Життєпис
Був сином відомого правника. Закінчив Санскритський коледж у Калькутті. У 1860-х роках захопився соціальний рухами, особливо ідеями Рам Мохан Рая. Згодом став складати вірші та писати перші п'єси під псевдонімом Дургадас. Своїми творами здобув велику популярність і авторитет у літературних та театральних колах. Наприкінці 1875 року призначається директором Великого Індійського національного театру. У 1876—1877 роках виходять його п'єси (в яких Даш грав головні ролі) з критикою королівської родини Великої Британії, поліцейських. За це Даша було заарештовано. Втім зрештою він домігся виправдання. У 1877 році переїздить до Лондону, маючи намір стати адвокатом. Втім, посісти поважне місце серед англійських правників Упендранатху не вдалося. Зрештою у 1889 році він повертається до Калькутти. Останні роки провів у депресії, не приділяючи уваги ані літературі, ані театру. Помер у 1895 році у Калькутті.

## Творчість
П'єси Даша набули популярності й стали помітним явищем у Бенгалії. У драмі «Шорот і Шороджіні» (1874 рік) молодий поміщик Шорот присвячує себе боротьбі за визволення Індії від гнобителів. Заради цього він відмовляється від особистого життя, вважаючи, що кохання, сімейне життя завадять йому в цьому. Але, обравши шлях бунтівника-одинака, він переконується, що індійці ще не дозріли для рішучої відсічі ворогам. П'єса рясно насичена романтичними подіями, неймовірними пригодами, лиходійствами, пострілами, вбивствами. Атмосфера боротьби за високі цілі, дух самовідданості, моральна бездоганність позитивних героїв забезпечили драмі гучний успіх у бенгальського глядача. Інша п'єса Даша «Шурендра і Бінодіні» (1875 рік) була спрямована проти свавілля англійської судочинства. Тут Даш зображує індійців не тріпотливими перед білими панами, а сміливими і рішучими борцями за свої права.